# Karlskrona AIF
Karlskrona AIF är en fotbollsklubb i Karlskrona i Blekinge som bildades 2 november 1968 genom en sammanslagning av Saltö BK, Karlskrona BK och Björkholmens IF. Klubben godkändes av Svenska Fotbollförbundet den 2 november 1969 och registrerades då även hos Riksidrottsförbundet.
Klubbens hemmaarena heter Karlskrona IP och publikrekordet är på 3 893 åskådare mot Västra Frölunda IF 1981. Klubbens bästa placering kom samma år då A-laget kom på fjärde plats i dåvarande division 2.
År 2012 sammanslogs klubben med Lyckeby GoIF som FK Karlskrona. Organisationen grundades 1968 och heter sedan oktober 2012 FK Karlskrona.

### Fotnoter
1. ↑  ”Om samgåendet: "Det är ren och skär chock"”. Sveriges radio. 8 februari 2012. http://sverigesradio.se/sida/artikel.aspx?programid=105&artikel=4952613. Läst 5 januari 2017.